# Etlingera otiolophos
Etlingera otiolophos är en enhjärtbladig växtart som beskrevs av Axel Dalberg Poulsen. Etlingera otiolophos ingår i släktet Etlingera och familjen Zingiberaceae. Inga underarter finns listade i Catalogue of Life.